# مارگاریتا استولبیزر
مارگاریتا استولبیزر (انگلیسی: Margarita Stolbizer؛ زادهٔ ۱۷ مارس ۱۹۵۵) یک سیاست‌مدار، و وکیل اهل آرژانتین است. او کاندیدای حزب ترقی‌خواه مدنی و اجتماعی در انتخابات ریاست جمهوری آرژانتین در سال ۲۰۱۵ است.